# Radomskie

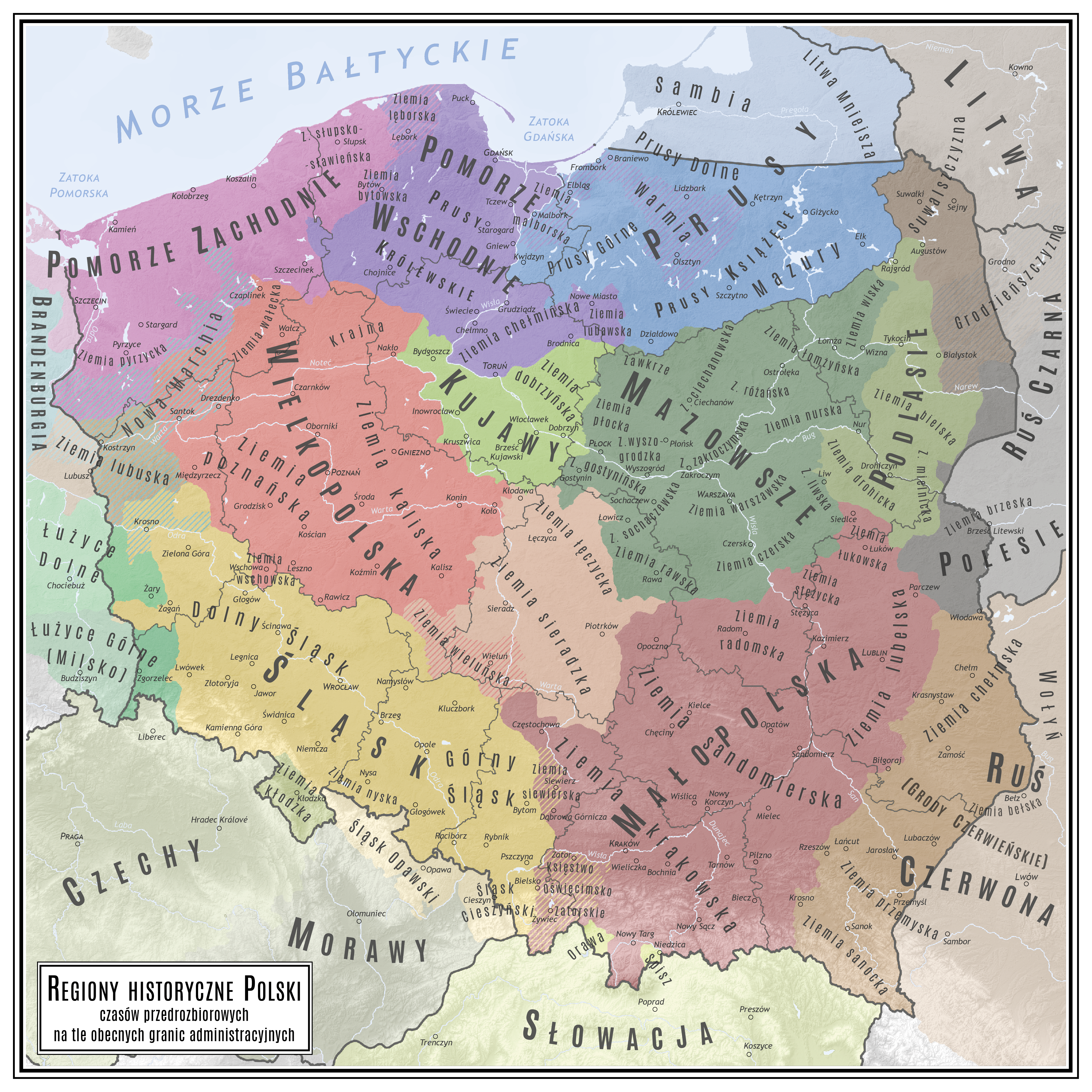
Ziemia radomska i inne krainy historyczne Polski na tle współczesnych granic administracyjnych

Radomskie (pot. także ziemia radomska) – region kulturowy na obszarze historycznej Małopolski – ziemi sandomierskiej i częściowo południowego Mazowsza, obejmujące tereny leżące w widłach rzek Wisły i Pilicy. Region został opisany przez Oskara Kolberga w XIX wieku.
Radomskie było jednym z sześciu regionów zaliczanych do historycznej ziemi sandomierskiej (także Kieleckie, Opatowskie, Opoczyńskie z Górami Świętokrzyskimi i Sandomierskie). Oskar Kolberg wskazywał, że wszystkie te regiony zamieszkiwała grupa etnograficzna Sandomierzan.
Źródła świadczą, że niemożliwe byłoby wyznaczenie stałych granic regionu kulturowego, a jedynie obszary funkcjonowania danych obrzędów, zwyczajów i zjawisk kulturowych. Określenie obszaru Radomskiego pełniło zatem funkcję porządkującą pozyskany materiał.
35 miejscowości opisanych przez Kolberga w regionie: Radom, Przytyk, Wyśmierzyce, Białobrzegi, Stromiec, Grabów nad Pilicą, Rozniszew, Mniszew, Magnuszew, Ryczywół, Świerże Górne, Jedlnia, Jedlińsk, Wsola, Głowaczów, Brzóza, Kozienice, Stanisławice, Augustów, Sieciechów, Gniewoszów, Wysokie Koło, Janowiec, Czarnolas, Policzna, Jasieniec, Sucha, Zwoleń, Kazanów, Tczów, Odechów, Skaryszew, Wierzbica, Orońsko, Guzów, Wolanów.
Placówką prezentującą obiekty dawnego budownictwa wiejskiego, kolekcje przedmiotów wiejskich i sztuki ludowej z Radomskiego jest Muzeum Wsi Radomskiej w Radomiu.